# Рогозин, Алексей Дмитриевич
Алексе́й Дми́триевич Рого́зин (род. 21 сентября 1983, Москва) — российский государственный деятель и управленец. Действительный государственный советник Российской Федерации 3 класса. Сын Дмитрия Олеговича Рогозина, внук Олега Константиновича Рогозина.

## Образование
Родился 21 сентября 1983 года в Москве.
- В 2005 году окончил с отличием Московский государственный университет экономики, статистики и информатики.
- С 2005 по 2008 гг. — аспирант Московского государственного института международных отношений (Университета) МИД России.
- С 2013 года — аспирант Тульского государственного университета, соискатель ученой степени кандидата технических наук.
- 2016 год — профессиональная переподготовка по программе «Промышленное и гражданское строительство», Академия Минстроя России «Роскапстрой»[2].

## Карьера
- 2009—2012 — директор по развитию, заместитель генерального директора оружейного завода «Промтехнологии»[3] (бренд «ORSIS»).
- 2012—2016 — генеральный директор федерального казенного предприятия «Алексинский химический комбинат»[4] (Тульская область).
- 2016—2017 — заместитель директора Департамента имущественных отношений Министерства обороны Российской Федерации.
- 2017—2019 — вице-президент по транспортной авиации ПАО «Объединенная авиастроительная корпорация»[5], генеральный директор Авиационного комплекса имени С. В. Ильюшина.
- 2019—2020 — генеральный директор компании ТПУ «Нагатинская», с 2020 года — управляющий директор.
- С 2021 года — генеральный директор АНО «Центр развития транспортных технологий», председатель Консультативного совета инженерно-конструкторского центра «Эколибри»

## Профессиональная деятельность
С августа 2003 года руководил интернет-проектами избирательного блока «Родина», затем — партии «Родина». С 2005 года — заместитель руководителя Информационно-аналитического управления партии «Родина», член Политического совета партии. В последующем — член Президиума Конгресса русских общин. Принимал активное участие в работе избирательного штаба по выборам депутатов законодательных собраний ряда субъектов РФ, избирался депутатом Законодательного Собрания Тверской области. В 2006 года стал соучредителем Молодёжной общественной палаты, курировал проекты, направленные на защиту прав детей.
С 2006 года — предприниматель, реализовал ряд проектов в области строительства, девелопмента и управления недвижимостью.
Являлся председателем Совета общественной организации «Самооборона», экспертом Комитета Государственной Думы по безопасности. В 2010 году, за два года до назначения отца вице-премьером России, курирующим оборонно-промышленный комплекс, стал директором по развитию группы компаний «Промтехнологии» — крупнейшего частного российского производителя высокоточных оружейных систем
.
4 декабря 2011 года от Общероссийского народного фронта баллотировался на выборах в Московскую областную думу по списку партии «Единая Россия» (шёл первым в региональной группе «Наро-Фоминская»). По итогам выборов «Единая Россия» получила 9 мест по списку, из которых 7 получили кандидаты из общей части, а 2 — кандидаты из региональных групп, где партия набрала большинство голосов (45 %). При распределении депутатских мандатов Рогозину был передан «списочный» мандат Сергея Князева, который прошёл в думу как по списку «Единой России» (общая часть), так и по одномандатному округу. Таким образом Алексей Рогозин стал депутатом Московской областной Думы 5 созыва. Курировал Раменский район и город Жуковский. Входил в Наблюдательный совет НП «Национальный центр авиастроения».
С 2012 года — генеральный директор федерального казенного предприятия «Алексинский химический комбинат» (Тульская область). Принимал личное участие в ликвидации залежей взрывчатых веществ, угрожавших безопасности жителей города Алексин
.
Являлся членом Совета по спецхимии и новым материалам коллегии Военно-промышленной комиссии Российской Федерации. Автор статей по вопросам технической химии, технологии композитных материалов и др.
В марте 2016 года назначен на должность заместителя руководителя Департамента имущественных отношений Министерства обороны Российской Федерации, курирующим подведомственные ФГУП и акционерные общества (занимаются материально-техническим обеспечением, морскими и авиаперевозками, строительством и т. п.). Член Совета директоров АО «Воентелеком». Участвовал в ликвидации Спецстроя России и реформировании военно-строительного комплекса.
Член Центрального Совета Федерации практической стрельбы России. Один из организаторов всероссийской Церемонии чествования спортсменов, оружейников и друзей стрелкового спорта. Входит в состав Главного Штаба ВВПОД «Юнармия». Является председателем родительского комитета Московского Суворовского военного училища.
В 2017—2019 гг. являлся вице-президентом ОАК по транспортной авиации, генеральным директором Авиационного комплекса имени С. В. Ильюшина (ПАО «Ил»).
Именно при Алексее Рогозине 30 марта 2019 года совершил первый полет первый российский военно-транспортный самолёт Ил-112, разработка которого тянулась с 2003 года. Спустя 2,5 года после увольнения Рогозина 17 августа 2021 года первый экспериментальный самолёт потерпел крушение в подмосковной Кубинке. Скандально известный журналист Андрей Караулов обвинил в гибели самолёта Алексея Рогозина. Однако коллектив ильюшинских конструкторов и летчиков-испытателей выступил с открытым письмом в защиту Рогозина.
12 сентября 2019 г. стало известно, что Алексей Рогозин назначен управляющим директором создаваемого транспортно-пересадочного узла и торгово-офисного комплекса «Нагатинская». Проект реализуется за счет частного финансирования, инвестором выступает группа компаний «Киевская площадь», считающаяся самым крупным собственником коммерческой недвижимости в России.
С октября 2019 года — советник Комитета Государственной Думы по экономической политике, промышленности и инновационному развитию.
В октябре 2021 года стало известно, что Алексей Рогозин стал председателем (на общественных началах) консультативного совета АО «Эколибри» — частного инженерно-конструкторского центра, занимающегося развитием инновационных авиационных систем. В ноябре 2022 года стало известно, что компания разрабатывает первый в России электрический самолёт вертикального взлёта и посадки.
Председатель правления АНО «Центр развития транспортных технологий». Член Совета Ассоциации работодателей и предприятий индустрии беспилотных авиационных систем «АЭРОНЕКСТ». Член Президиума Ассоциации вертолётной индустрии. С 2024 года - член Экспертного совета по авиационной промышленности Комитета Государственной Думы по промышленности и торговле. 
Соавтор военного словаря "Война и мир в терминах и определениях".

## Семья
Отец — Рогозин Дмитрий Олегович (род. 1963), российский политик и государственный деятель.
Мать — Рогозина (Серебрякова) Татьяна Геннадьевна, председатель Попечительского совета ИНВА-Академии
Дед (по линии отца) — Рогозин Олег Константинович (1929 — 2010), генерал-лейтенант, доктор технических наук, профессор.
Тётя — Филиппова (Рогозина) Татьяна Олеговна (род. 1953), авиационный инженер, доктор экономических наук, вторая жена авиаконструктора Виктора Ливанова (1943 — 2014). Сестра Рогозина Дмитрия Олеговича.
Женат на Рогозиной Юлии Владимировне.
- Сын Федор 2005 года рождения, прошёл обучение в Московском Суворовском военном училище;
- дочь Мария 2008 года рождения
- сын Артем 2013 года рождения.

## Награды
- юбилейная медаль «100 лет гражданской авиации России» (2023);
- медаль «За укрепление боевого содружества» (Минобороны России);
- медаль «За усердие» (Рособоронзаказ);
- серебряная медаль «За особый вклад в развитие Тульской области» (28 ноября 2017 г.) — за личный вклад в рекультивацию территорий ФКП «Алексинский химический комбинат», в результате которой на предприятии началось комплексное развитие производства, проведено технологическое перевооружение[30];
- другие ведомственные награды, общественные медали и знаки.

## Публикации
- Стратегическое управление развитием вооружений Статья в журнале «Арсенал Отечества», — 01.02.2021
- Что сказал Алексей Рогозин коллективу Алексинского химкомбината. Статья в газете «Молодой коммунар», — 19.03.2016
- Возвращение в высшую лигу. Статья в журнале «Умное производство», — 01.03.2015
- Травмировать или убить? Госдума разобралась с оружием. Комментарий для радио Финам FM, 22.12.2010
- «На Манежной площади требовали справедливости». Комментарий для радио «Голос России», 12.12.2010
- Травматическое оружие запретить, огнестрельное — разрешить? Интервью на Finam FM, 18.11.2010
- П. Вормс: «В итоге русские выиграли информационную войну». Скандальное интервью с главным пиарщиком Грузии, — 10.08.2009
- [http://www.molpalata.ru/opinions/more/?id=5 (недоступная+ссылка) «Общественная дипломатия» НАТО и угрозы информационной безопасности России.] (недоступная ссылка) Статья, — 05.12.2008
- Защита прав детей при помощи ограничений. Комментарий о «детском» проекте Молодёжной общественной палаты, — 29.01.2009
- У Общественной палаты родился наследник. Интервью для «Независимой газеты», — 12.04.2006
- АХК выходит из кризиса. Статья «Тульских известий», — 24.05.2013
- Алексей Рогозин: Закат легенды. Российская армия не хочет автомат Калашникова. Комментарий на «Эхе Москвы», — 22.12.2011
- Взрывоопасный бизнес сына Дмитрия Рогозина. Статья «Собеседника», — 24.09.2012